# SHOW TIME
《SHOW TIME》是日本音乐团体AAA的第40张单曲，於2014年3月26日由avex trax发售。

## 概要
- 《SHOW TIME》以全新的邂逅、情緣、起點為主題，要傳達給所有即將踏上新生活的人們，是眾所期待已久的舞曲。
- 有別於以往的單曲，此單曲是〈AAA Party〉限量盤，只發行於AAA的歌迷，並不作公開發行。
- 此單曲有2個版本，分別有「CD+DVD+BOOK（Jacket A）」和「CD ONLY（Jacket B）」。「CD+DVD（Jacket A）」收錄了《SHOW TIME》的PV和Making，以及活動《AAA NEW YEAR PARTY 2014》的Making。
- 「CD+DVD+BOOK（Jacket A）」附有一本36頁的相集《AAA Party會報誌 特別篇》，除了收錄《SHOW TIME》的Making照片外，此相集更收錄了上年年末《第55屆日本唱片大獎》和《第64回NHK紅白歌合戰》的照片。
- B面曲《CIRCLE》收錄在AAA於10月1日發行的原創專輯《GOLD SYMPHONY》，而A面曲《SHOW TIME》收錄於2020年2月19日發行的精選專輯《AAA 15th Anniversary All Time Best -thanx AAA lot-》

## 收錄内容

### CD+DVD+BOOK（Jacket A）
CD
1. SHOW TIME
（作詞：Yusuke Toriumi / Rap詞：Mitsuhiro Hidaka / 作曲：Big Boom）
2. CIRCLE
（作詞：Kenn Kato / Rap詞：Mitsuhiro Hidaka / 作曲：Elizabeth, Jihoo）
3. SHOW TIME (Instrumental)
4. CIRCLE (Instrumental)

DVD
1. SHOW TIME（Music Clip）
2. SHOW TIME（Music Clip Making）
3. AAA NEW YEAR PARTY 2014 MAKING

BOOK
1. AAA Party會報誌 特別篇(36P)

### CD ONLY（Jacket B）
1. SHOW TIME
2. CIRCLE
3. Think about AAA 8th Anniversary 〜season 33〜
4. Think about AAA 8th Anniversary 〜season 34〜